# Papilionanthe Miss Joaquim

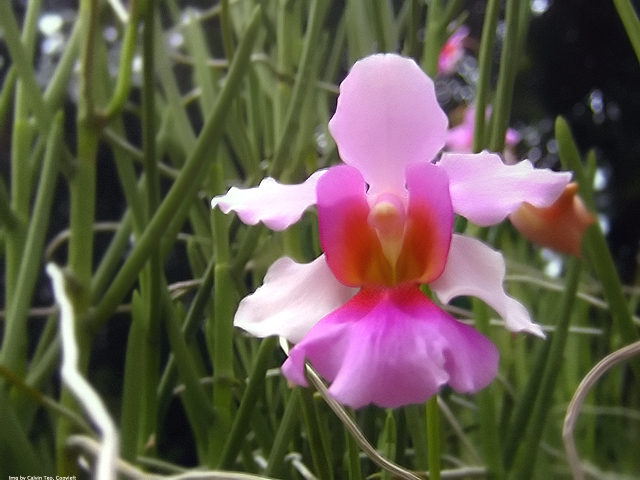
Papilionanthe Miss Joaquim

Papilionanthe Miss Joaquim est une orchidée hybride, issue du croisement de deux espèces botaniques.
C'est la fleur nationale de Singapour.

## Historique
Cette orchidée fut créée en 1893, par Ashkhen Hovakimian (Agnes Joaquim), une orchidophile originaire d'Arménie, expatriée à Singapour. Elle montra la plante à Henry Ridley, le directeur du Jardin botanique de Singapour. Elle fut présentée le 24 juin 1893 dans la Gardeners' Chronicle, qui faisait autorité en la matière. C'est ainsi que cette plante devint fleur nationale de Singapour le 15 avril 1981.

## Horticulture
Cette hybride est issue du croisement de Papilionanthe teres, une espèce birmane, et de Papilionanthe hookeriana, une espèce malaise. C'est une plante de grande taille, pouvant atteindre jusqu'à 2 m de hauteur dans les pays tropicaux, formant de longues tiges verticales et étroites portant de nombreuses feuilles cylindriques et racines aériennes. Les pétales et sépales sont identiques à celles des parents : rose pâle et ovales. Le labelle est très étalé, rose soutenu et finement tacheté de lie-de-vin.